# ۱۱۴۱ (خورشیدی)
۱۱۴۱ هزار و صد و چهل و یکمین سال هجری خورشیدی است.